# Caroline Esterházy
Pour les articles homonymes, voir Esterházy.
Caroline Esterházy  de Galántha (hongrois : galánthai grófnő Esterházy Karolina, née le 6 septembre 1811, à Presbourg et morte le 14 mars 1851 dans la même ville, est une comtesse hongroise, amie et égérie du compositeur Franz Schubert, qui lui a dédié en 1828 sa Fantaisie en fa mineur.

## Biographie
Caroline Esterházy naît en Hongrie, à Pressburg, actuelle ville de Bratislava en Slovaquie. Elle est la fille de János Károly Esterházy de Galántha et de Róza Festetics de Tolna. Elle appartient à la famille noble hongroise des Esterházy. 
Elle est pianiste amatrice, comme sa sœur aînée Marie. Les deux jeunes filles suivent des leçons de musique données par Franz Schubert, engagé comme maître de musique par le comte János (ou Johann, en allemand) pendant les étés 1818 et 1824, dans le domaine familial des Esterházy à Zselíz.

Comme le dit le pianiste, compositeur et musicologue Jérôme Ducros, spécialiste entre autres de Schubert : 

« Il s'avère qu'elles sont déjà très bonnes pianistes [...], et que Schubert servira davantage de répétiteur que de professeur. [...] Revenu à Vienne après quatre mois, [Schubert] continue d'y instruire régulièrement les deux comtesses. »

En fait, c’est la famille entière qui était musicienne. Non seulement avec divers instruments mais aussi pour le chant : 

« Le comte [Johann] chantait en voix de basse, la comtesse [Rosa] et sa plus jeune fille Caroline chantaient la voix d’alto, enfin l’aînée, la comtesse Marie avait une tessiture enchanteresse de soprano léger ».

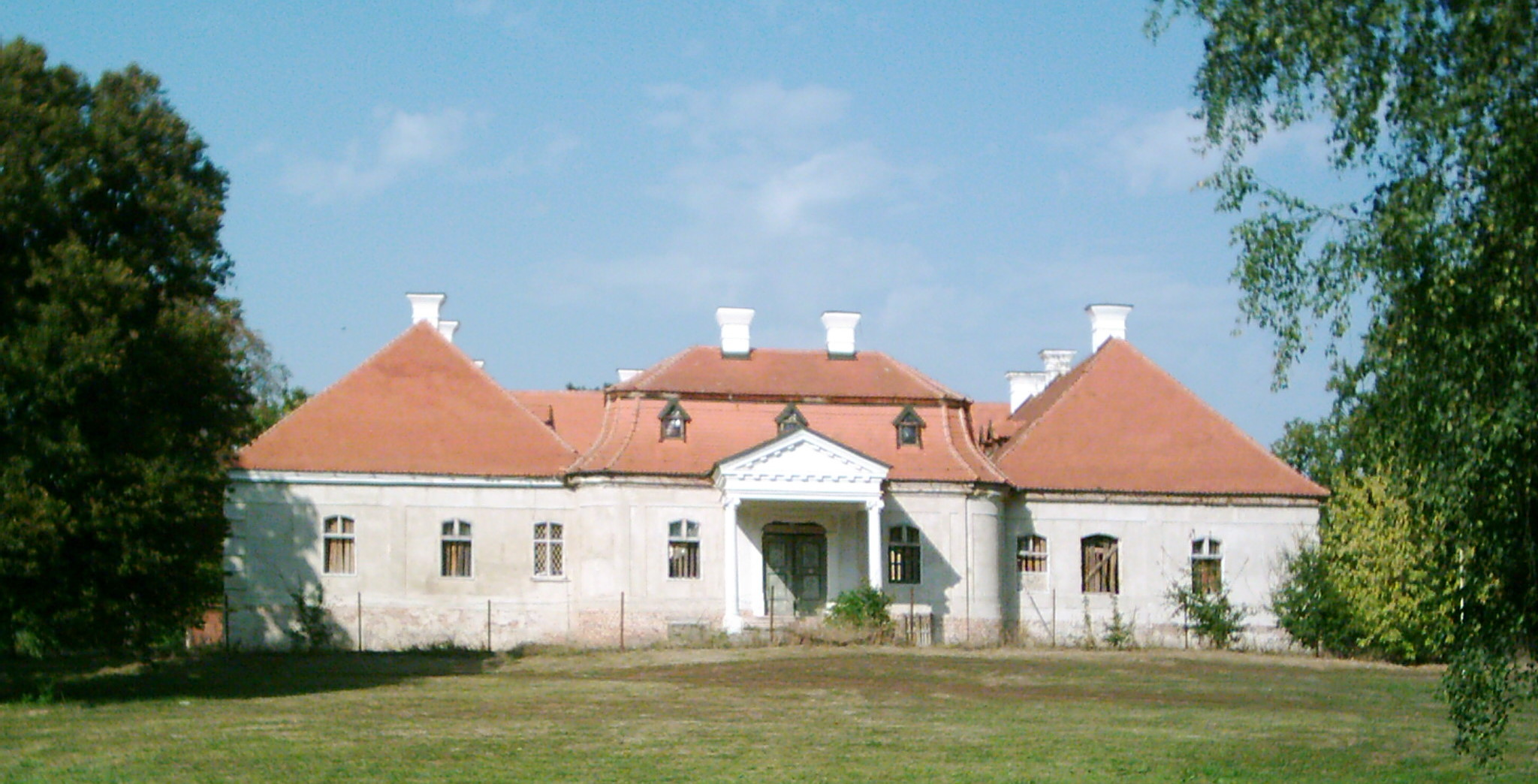
Manoir de villégiature d'été du comte Esterházy à Zselíz, où Schubert enseigna la musique à Caroline et à sa sœur aînée Marie.

Optant résolument pour l'hypothèse d'un grand amour secret et impossible de Schubert, Ducros indique :

« Au fil des années, Schubert se prend d'affection pour la cadette, Caroline, jusqu'à en tomber éperdument amoureux. En 1821, il compose deux danses allemandes, qu'il commence par lui dédier, puis raye violemment la dédicace. On ne sait pas au juste si Schubert a un jour déclaré sa flamme à la jeune fille, mais il est certain en tout cas que sa condition sociale ne va jamais lui permettre d'épouser une comtesse ».

On ne sait pas non plus si cet amour platonique était partagé par Caroline, ni même si Schubert le sût jamais. Dans le même sens, Misha Donat note en tout cas qu’en 1818, lors de son premier séjour à Zselíz, « la jeune comtesse Karoline avait treize ans mais quand il revint six ans plus tard, elle était devenue une (jolie) jeune femme et, aux dires de tous, il en tomba profondément amoureux » [en secret].  
Pourtant, Caroline a finalement été dédicataire d'une des œuvres les plus abouties de Schubert, et aujourd'hui l'une des plus célèbres, considérée comme l'un de ses chefs-d’œuvre : la Fantaisie en fa mineur, D. 940, opus posthume 103, pour piano à quatre mains. Pièce pour quatre mains, « le symbole a son importance », « [...] [comme] une déclaration d’amour désespérée [et] de la musique à jouer à deux pour conjurer la solitude... [trahissant ainsi son vœu original le plus cher] qui était d'avoir un jour Karoline à ses côtés, dans la proximité troublante de l'exécution à quatre mains ».
En effet, « plusieurs des partitions à quatre mains les plus marquantes [de Schubert] remontent aux deux séjours prolongés qu’il effectua en Hongrie, dans la résidence d’été du comte Esterházy. […] Il a pu composer les duos pianistiques de Zselíz pour que ses deux élèves puissent les jouer ensemble, à moins qu’il ne se soit réservé une des parties, s’octroyant par là même des moments d’intimité avec Karoline ».
Toujours est-il qu'après l'été de 1824, Schubert et elle sont restés amis jusqu'à la mort de celui-ci, en 1828. 
Beaucoup plus tard, le 8 avril 1844, Caroline épouse le comte Karl Folliott de Crenneville-Poutet mais le mariage est de courte durée et le couple se sépare. Elle meurt à Pressburg le 14 mars 1851 des suites d'une maladie intestinale.

## Relation avec Schubert
La nature des sentiments de Schubert pour la comtesse a fait l'objet de nombreuses spéculations,,,. 

Il existe en effet encore des controverses, chez les biographes et musicologues, sur la réalité comme sur l’importance de l'amour platonique impossible voué par Schubert à Caroline Esterházy, plus ou moins secret, et dont la frustration sublimée en ferait l'origine de certaines des œuvres les plus belles et les plus déchirantes de la fin de sa vie, ce qui place la jeune femme en position de « muse » et inspiratrice. Ainsi, comme l’écrit Bauernfeld, dramaturge et ami intime de Schubert :  

« La comtesse Caroline peut être regardée comme sa muse visible et bénéfique, à la manière d’une Éléonore [d’Este] pour ce Tasse musical [qu’est Schubert] ».

Si certains critiques en doutent, mettant en cause les sources, d'autres l'affirment en s'appuyant sur certaines remarques allusives des lettres de Schubert, ainsi que sur des témoignages d’époque de ses amis les plus proches, notamment Eduard von Bauernfeld,,, Moritz von Schwind,,  Franz von Schober, et Karl von Schönstein,,. 
D’autres encore évoquent même la possibilité d'une homosexualité de Schubert, bien cachée et encore moins attestée (mais rappelons que celle-ci était encore à l'époque un délit, voire un crime, poursuivi pénalement dans l’empire des Habsbourg-Lorraine très catholiques, sous la férule de Metternich)[non neutre],. 
D'ailleurs, comme le dit Rita Seblin dans son article sur son livre : « The memoirs of Schubert’s friends are full of his devotion to Caroline Esterházy, but perhaps this “fact” is unknown to musicologists and theorists who for so long have preached that music is autonomous from biography. »  (« Les mémoires des amis de Schubert sont pleines de sa vénération pour Caroline Esterházy, mais ce "fait" est peut-être inconnu des musicologues et des théoriciens qui ont si longtemps prêché que la musique est autonome par rapport à la biographie. »).

## Hommages et postérité

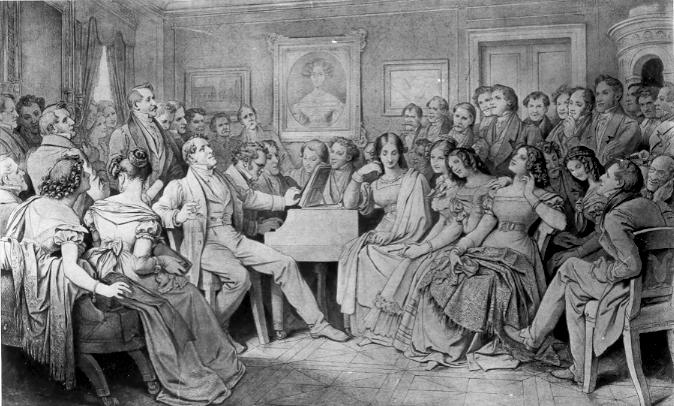
"Schubertiade chez Josef von Spaun", de Moritz von Schwind. Un portrait de Caroline Esterházy est accroché au-dessus du piano où joue Schubert.

Moritz von Schwind, dans son dessin "Schubertiade at Josef von Spaun", montre un portrait de Caroline Esterházy au-dessus du piano dont joue Schubert. 
Plusieurs films ont évoqué les relations de Caroline Esterházy et de Schubert, notamment Gently My Songs Entreat (1933), Unfinished Symphony (1934) et Symphony of Love (1954). 
La comtesse est également un personnage principal d'un roman de Gaëlle Josse, Un été à quatre mains.